# Ortigueira (Paraná)
Ortigueira is een gemeente in de Braziliaanse deelstaat Paraná. De gemeente telt 25.002 inwoners (schatting 2009).

## Aangrenzende gemeenten
De gemeente grenst aan Curiúva, Faxinal, Grandes Rios, Imbaú, Mauá da Serra, Reserva, Rosário do Ivaí, São Jerônimo da Serra, Sapopema, Tamarana en Telêmaco Borba.

## Galerij

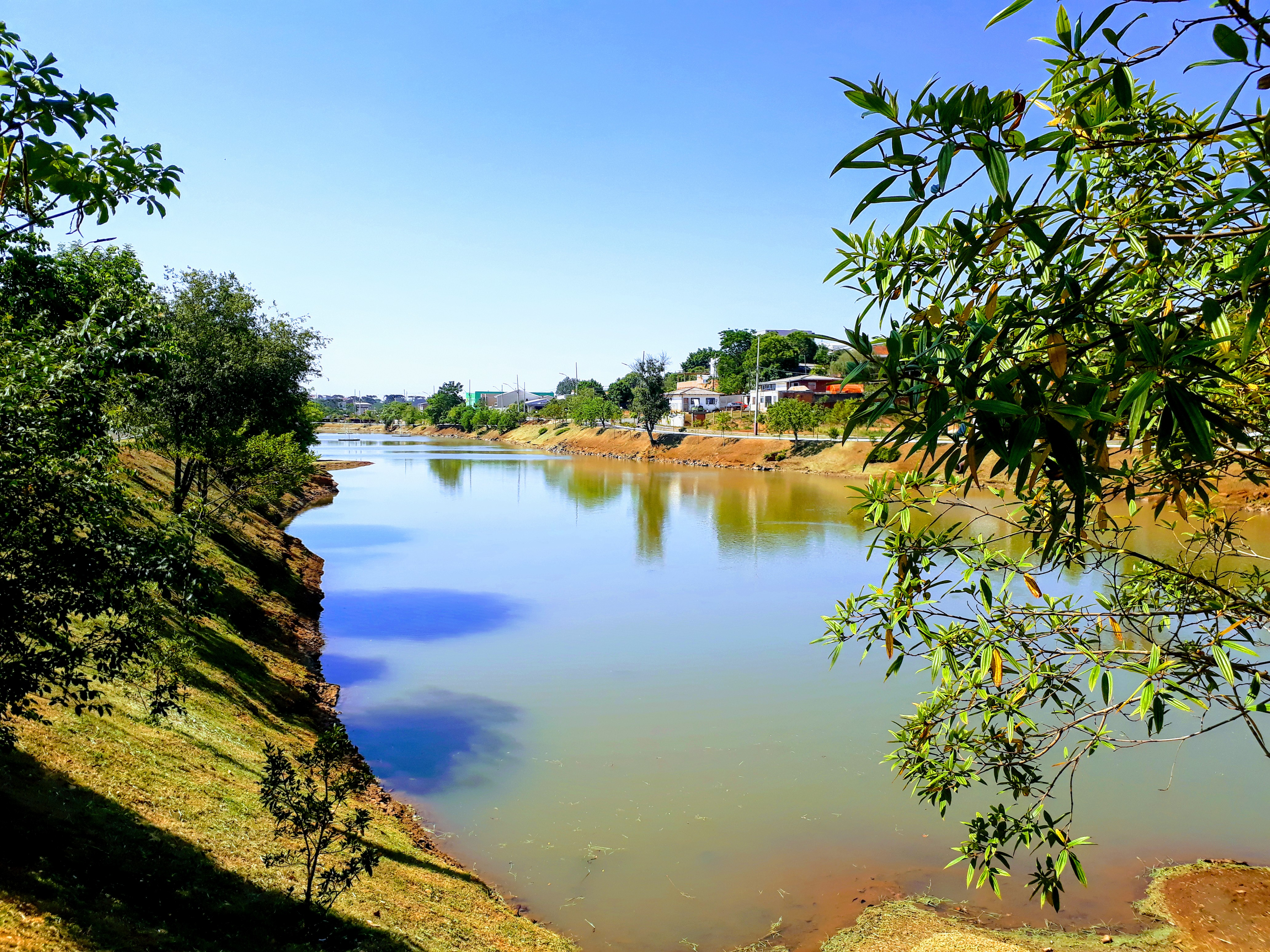
Meer in Ortigueira
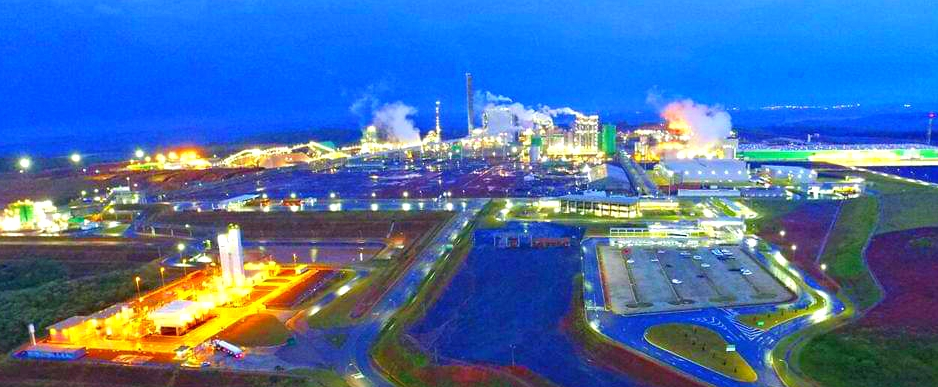
Papierfabriek Klabín
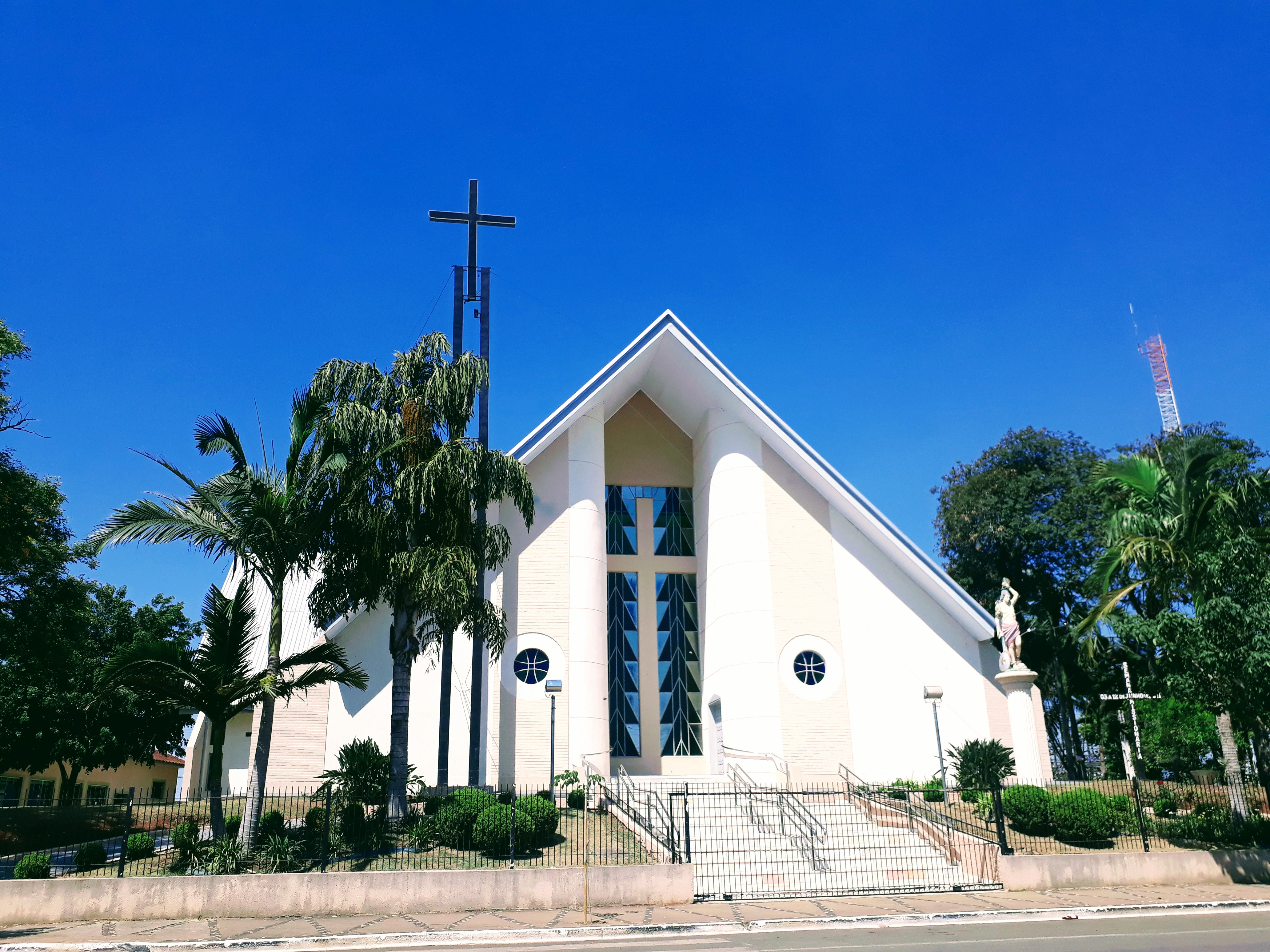
Katholieke Kerk São Sebastião